# 西野たえ
西野 たえ（にしの たえ、1993年9月20日 - ）は、日本のAV女優。リズムプロモーション所属。

## 略歴
2017年11月、「胡桃たえ（くるみ たえ）」としてデビューしたロリ系のAV女優。所属事務所はファンスタープロモーション。
2018年4月発売の『ほろ酔い小悪魔 お漏らし痴女 胡桃たえ』（MILK）ではプロデュースと監督を兼任。
2018年7月5日より「西野たえ」で新たにツイッターを開始。リズムプロモーションに所属事務所を移籍。
2020年8月24日、9月末での現役引退を発表。
2022年11月に「秋元さちか」としてモデル復帰。

## 人物
- 好きなものはリポビタンD[6]。
- 関西弁を使う役柄を多く演じる。標準語もしゃべることができるが、日常会話も関西弁である[7]。

## 出演作品

### アダルトDVD
2017年
- 痴女ヘブンがSNSで発掘!! フェラチオの天才 関西で有名なおクチやりまんたえさんAV出演!!（11月7日、痴女ヘブン）※「たえ」名義
- なにわのたこ焼き屋で働くやんちゃな看板娘たえちゃん 仕事に命をかけているけどエッチがしたくて副業でAVデビュー!!（11月25日、MOODYZ）※公式にはこちらをデビュー作としている。

2018年
- 両親に代わって謝罪に来た娘に「親の責任を取れ」と全裸土下座をさせたまま恫喝陵辱SEX（1月5日、DOC）他出演:琴水せいら、双葉良香
- ナマイキそうな関西弁女子だったけどおマメ乳首は超敏感!! ハメてイカせて膣内で出して… 最終的には崩壊しちゃった(汗（2月9日、S級素人）※「たえ」名義
- シロウトTV×PRESTIGE PREMIUM 30（3月30日、プレステージ）他出演:河合あすな、優梨まいな、倉木しおり、優月まりな、坂下里美、有村のぞみ、中瀬のぞみ
- ほろ酔い小悪魔 お漏らし痴女（4月5日、MILK）監督兼任作品。友情出演：阿部乃みく
- 母の再婚でいきなり出来たロリコン義兄に執拗に変態行為を強要され疼きが止められない身体にされた純粋無垢妹（4月6日、DOC）他出演:高杉麻里
- 微乳スレンダー美少女（4月24日、ケートライブ）※「たえ」名義
- 街角シロウトナンパ! vol.06 上京娘編（4月27日、プレステージ）※「しずく」名義　他出演:ひかる、みお、こより、みはる
- ツインテコギャルの小悪魔￥交（4月27日、BAZOOKA）他出演:秋吉花音、夏樹まりな、冴木エリカ
- 「東京弁の男は正直好かんっ」て強がっていた地方出身のデリヘル嬢が潮吹きすぎて洪水級被害!!どうしてくれるんだって迫ったら本番を許しただけじゃなくデカチン奥突きピストンにエビぞりイキ!で膣内射精まで許しちゃった（5月11日、SCOOP）他出演:AIKA、今井まい、橋下まこ
- 進め! お色気大作戦!! 中出しコンバットアカデミー（6月8日、BAZOOKA）共演:高嶋ゆいか、並木杏梨、前田えま
- 私立パコパコ女子大学 女子大生とトラックテントで即ハメ旅 9（6月8日、プレステージ）※「ちひろ」名義　他出演:あかり、ゆうこ、れな
- 120%リアルガチ軟派伝説 vol.61 in姫路（6月15日、プレステージ）他出演:初美りん、皆瀬杏樹 ほか
- 日焼け 女学生の夏の冒険 藤田えり 18才 AV初出演（6月27日、FIRST STAR）※「藤田えり」名義
- 山奥県弩田舎郡炉利村 中出し乱交祭（7月1日、キチックス）共演:朝長ゆき、君色華奈、菊川みつ葉
- 街角シロウトナンパ! vol.17 お金の為だと割り切って友達同士で相互オナニーしてください!（7月13日、プレステージ）※「よしえ」名義　他出演:ちあき、あきな、ななみ、みゆ
- フェラだけのはずだったのになんと生中出しSEXまでさせてくれた制服美少女の超神対応￥交（7月13日、BAZOOKA）他出演:あおいれな、奥村美和、前田えま
- 関西弁であえぎまくる マジックミラー号 in大阪 たえたえ（21）（7月18日、SODクリエイト）配信限定。「たるたるそーす・たえたえ」名義
- ラブリーシスター 超敏感プリティ貧乳&極細スレンダーボディ! 兄と妹のラブラブ中出し近親相姦♡（7月24日、ケートライブ）
- \いくらでラブホ!? 素人美女はいくら払えば即ラブホOKなのか。ナンパ検証してみた 01（8月3日、プレステージ）※「くるみ」名義　他出演:えりか、るみ、ゆい
- 半分、清らか。 半分、淫ら。 あどけない美少女のピュアでエッチなSEX（8月13日、S-Cute）他出演:ひなた朱莉、泉りおん、桜井まほ、琴水せいら
- 転校した学校は『ウルトラクールビズ!』 生徒も先生もおへそ丸出し!パンチラしまくり!おっぱいも 半分見えちゃってる超ミニミニ制服でフル勃起必至の学園生活! 2（8月19日、ゴールデンタイム）共演:涼海みさ、相澤ゆりな、七瀬こころ、里見まゆ、海空花

2019年
　これが私のお仕事です！Case.08（7月1日,ゴーゴーズ）
- 立派なナースを夢見るウブな看護学生たちのエッチな孕ませ実習記録（3月8日、ケイ・エム・プロデュース/BAZOOKA）共演：一条みお、春埼めい、玉木くるみ
- まさかノーブラ!? 貧乳美人店員がコリコリに勃った乳首に気付かず働く姿に興奮してしまい… 3（5月17日、プレステージ/DOC PREMIUM）他出演：富永舞、天月叶菜、ほしのしほ
- 感じる汁姦（8月1日、中嶋興業）
- やらせろ地味子（10月13日、あら、スケベ/妄想族）他出演：山井すず
- 全員変態! 禁断の家庭内スワップ!（11月22日、キネマ座）共演：翔田千里

2020年
- 少女汁まみれ性交（1月1日、中嶋興業）他出演：山井すず、あけみみう、冬愛ことね
- 美熟女レズカップル家出少女乱交（4月1日、U&K）共演：烏丸まどか、矢田紀子
- 乳首ビン勃ちアクメレズ（5月1日、ゑびすさん/妄想族）共演：喜多方涼／他出演：佐伯由美香、鈴木ちひろ、小春、日向菜々子、NIMO、夏日風
- セクシーアイドルプロレスリング Wフィニッシュ（5月15日、SILVER BIRCH/ピンクカフェオレ）共演：水嶋アリス
- 激カワ女子大生限定シェアハウスの管理人になったボク 管理人の僕は問題児だらけの女子大生に事あるごとに呼び出されて家事の手伝いから性欲の処理までやらされることに…トホホ 2（6月12日、ケイ・エム・プロデュース/BAZOOKA）共演：枢木あおい、加藤ももか、跡美しゅり
- セクシーアイドルプロレスリング Wフィニッシュ 西野たえ（5月15日、SILVER BIRCH）共演：水嶋アリス
- 地元接吻（7月31日、ワープエンタテインメント）[8]
- セクシーアイドルプロレズリング コスプレスタイル スペシャル 女学生東西対抗戦2種の神衣編 1時限目（9月4日、SILVER BIRCH）共演：黒崎さく
- 完全主観妹系メイド出張デリヘルパイパン中出しオプション付き2（9月1日、ケイ・エム・プロデュース）他出演:加藤ももか 丸山れおな みひな
- 神パンスト 西野たえ 制服ロリ美少女の美脚を包んだ生ナマしいパンストを完全着衣でムレた足裏からつま先を味わい尽くす！時には顔騎や足コキ、時にはお尻にコスってぶっかけとやりたい放題！発情させられた女の変態調教絶頂プレイを楽しむフェチAV（9月24日、親父の個撮）
- パンティー被り変態女オナニー 3（10月19日、ゑびすさん/妄想族）他出演:夢乃美咲 永野楓果 茜しずく 牧村柚希 たかの愛 佐伯由美香

### VR
2018年
- あのドキドキをもう一度 処女と童貞。 初めての交わり（3月24日、ブイワンVR）
- 胡桃たえの部位をじっくり堪能してからの激しいSEX（4月14日、ブイワンVR）
- お姉ちゃんがシャワーに行ったのをいいことに2段ベッドの下で寝ている彼氏を誘惑!! ベッドを激しく揺らしながらイキまくる妹に最後は大量中出し!!（5月31日、KMPVR）
- 関西弁敏感女子の腰振り悶え痙攣 「ヘトヘトほんまに疲れたわぁプラマイゼロやわぁ癒されるわぁ〜コレわかってるやん巨乳が好きなんやろ」 嫉妬と「それやったらチューしてエエよ」 甘え後に激しいピストン「ああイッちゃうイッちゃうイクイクイクイクッ」（6月30日、ブイワンVR）

## リンク
- 西野たえ (@nishinotae) - X（旧Twitter）（2018年7月5日 - ）
- 所属事務所サイト[リンク切れ]